# HS1BP3
HS1BP3‏ (None) هوَ بروتين يُشَفر بواسطة جين HS1BP3 في الإنسان.